# Semele (género)
Semele é um género de plantas com flor nativo dos arquipélagos das Canárias e Madeira, que agrupa 3 espécies de herbáceas arbustivas com tendência trepadora (lianas) típicas das zonas de floresta aberta e das margens de campos e caminhos. No sistema de classificação APG IV este género é colocado na família Asparagaceae, subfamília Nolinoideae (anteriormente a família Ruscaceae).

## Espécies
São consideradas validamente descritas as seguintes espécies:
- Semele androgyna (L.) Kunth - Canárias e ilha da Madeira
- Semele gayae (Webb & Berthel.) Svent. & Kunkel - Gran Canária[3]
- Semele menezesii J.G.Costa - ilha da Madeira[3]
- Semele androgyna

A espécie Semele androgyna apresenta as seguintes subespécies:
- Semele androgyna subsp. androgyna — nas Canárias e Madeira.
- Semele androgyna subsp. pterygophora (J.G.Costa) M.Â.Carvalho — endémica na ilha da Madeira.